# Чемпионат России по боевому самбо 2007
Чемпионат России по боевому самбо 2007 года прошёл в Улан-Удэ с 6 по 9 февраля.

## Медалисты
| Весовая категория | Золото            | Серебро           | Бронза              |
| ----------------- | ----------------- | ----------------- | ------------------- |
| до 57 кг          | Али Багаутинов    | Сахиб Мехдиев     | Алексей Рязанов     |
| до 62 кг          | Магомед Гаджиев   | Магомед Камилов   | Тарлан Имамгусейнов |
| до 68 кг          | Рустам Хабилов    | Владимир Рудаков  | Назир Мамедалиев    |
| до 74 кг          | Шамиль Завуров    | Магомед Саадулаев | Карен Григорян      |
| до 82 кг          | Артур Корчемный   | Шахрутдин Мутуев  | Эмирагаев Эседулат  |
| до 90 кг          | Камиль Зайнуллаев | Марат Курахмаев   | Башир Магомедов     |
| свыше 90 кг       | Владимир Кученко  | Эльдар Алиев      | Заирджан Пиров      |

## Командный зачёт
1. Дагестан;
2. Москва;
3. Санкт-Петербург;